# Lalo Palacios

## Carrera artística
Lalo nació el 8 de junio de 1993 en México. Se capacitó como actor en el Centro de Educación Artística en el año 2012. Inició participando en los unitarios de Como dice el dicho y La rosa de Guadalupe por un largo tiempo con varios personajes, así como ese mismo año de 2012 debuta en la novela juvenil de Pedro Damián Miss XV con un personaje menor.
En 2013 realiza otra participación en la telenovela De que te quiero, te quiero y al año siguiente en 2014 en Mi corazón es tuyo interpretando a Jaime.
En 2015 se da a conocer en la telenovela de Amor de barrio producida por Roberto Hernández Vázquez con el personaje del enfermero Hugo y compartiendo escenas con la actriz Montserrat Marañón.
Para el 2016 obtiene otro papel en la telenovela de Sin rastro de ti dando vida a Francisco, al lado de los actores Adriana Louvier y Danilo Carrera. 
En 2017 participa en El vuelo de la victoria en donde personificó a Elías, compartiendo créditos con Paulina Goto, Andrés Palacios y Mane de la Parra.
En 2018 consigue su primer papel estelar en la telenovela de Roberto Gómez Fernández de La jefa del campeón, donde dio vida Gonzalo, así mismo compartiendo roles con Enrique Arrizon, África Zavala y Carlos Ferro.
Finalmente en 2020 formó parte del elenco de la telenovela de Ignacio Sada Madero Quererlo todo e interpretando a Lorenzo, al lado de Michelle Renaud, Danilo Carrera y Víctor González.

## Filmografía

### Telenovelas
- A.mar, donde el amor teje sus redes (2025) - Pascual Ochoa[5]
- El ángel de Aurora (2024-2025) ... El Morro
- La historia de Juana (2024).. . Armando
- Mi secreto (2022-2023) ... Luis Aguirre Mendoza
- Contigo sí (2021-2022) ... Pablo Pérez
- Quererlo todo (2020-2021) ... Lorenzo[6][7]
- Soltero con hijas (2019-2020) ... Manuel "Manuelito"
- La jefa del campeón (2018) ... Gonzalo "Gonzo" Coyote Núñez
- El vuelo de la Victoria (2017) ... Elias Zamora
- Sin rastro de ti (2016) ... Francisco "Chisco" Medina
- Un camino hacia el destino (2016) …
- Amor de barrio (2015) ... Hugo
- Mi corazón es tuyo (2014) .. Jaime Morales
- De que te quiero, te quiero (2013-2014) ... Toño
- Miss XV (2012) ... Personaje desconocido

### Series de televisión
- Esta historia me suena (2021)[8]
- Como dice el dicho (2015-2020) ... Varios personajes
- La rosa de Guadalupe (2012-2018) ... Varios personajes